# Championnats d'Europe de slalom (canoë-kayak) 2004
Navigation
2002 2005
Les Championnats d'Europe de slalom de canoë-kayak 2000 se déroulent à Skopje (République de Macédoine) du 4 au 6 juin 2004.

## Résultats

### Hommes

#### Canoë
| Épreuves                                             | Or | Or     | Argent                                                                                            | Argent | Bronze | Bronze |
| ---------------------------------------------------- | --- | ------ | ------------------------------------------------------------------------------------------------- | ------ | --- | ------ |
| Canoë monoplace                                      | Tomáš Indruch (CZE)                                                                                          | 200.82 | Krzysztof Bieryt (POL)                                                                            | 200.92 | Nico Bettge (GER)                                                                                         | 201.43 |
| Canoë monoplace par équipes                          | Tchéquie Tomáš Indruch Jan Mašek Ondřej Pinkava                                                              | 226.77 | Slovaquie Alexander Slafkovský Dušan Ovčarík Juraj Minčík                                         | 228.05 | Slovénie Simon Hočevar Dejan Stevanovič Jošt Zakrajšek                                                    | 234.86 |
| Canoë biplace                                        | Tchéquie Jaroslav Volf Ondřej Štěpánek                                                                       | 207.34 | France Martin Braud Cédric Forgit                                                                 | 210.17 | Slovaquie Ladislav Škantár Peter Škantár                                                                  | 212.37 |
| Canoë biplace par équipes (médailles non attribuées) | Tchéquie Jaroslav Volf & Ondřej Štěpánek Marek Jiras & Tomáš Máder Jaroslav Pospíšil (en) & Jaroslav Pollert | 246.91 | Slovaquie Ľuboš Šoška & Peter Šoška Ladislav Škantár & Peter Škantár Milan Kubáň & Marián Olejník | 251.52 | Pologne Andrzej Wójs & Sławomir Mordarski Jarosław Miczek & Wojciech Sekuła Marcin Pochwała & Paweł Sarna | 254.45 |

#### Kayak
| Épreuves                    | Or                                                     | Or     | Argent                                                   | Argent | Bronze                                           | Bronze |
| --------------------------- | ------------------------------------------------------ | ------ | -------------------------------------------------------- | ------ | ------------------------------------------------ | ------ |
| Kayak monoplace             | Julien Billaut (FRA)                                   | 190.34 | Mathias Röthenmund (SUI)                                 | 191.66 | Daniele Molmenti (ITA)                           | 192.16 |
| Kayak monoplace par équipes | Suisse Mathias Röthenmund Thomas Mosimann Michael Kurt | 218.86 | Grande-Bretagne Anthony Brown Campbell Walsh Huw Swetnam | 220.36 | Tchéquie Ivan Pišvejc Lukáš Kubričan Tomáš Kobes | 221.82 |

### Dames

#### Kayak
| Épreuves                                               | Or                                                        | Or     | Argent                                                    | Argent | Bronze                                                    | Bronze |
| ------------------------------------------------------ | --------------------------------------------------------- | ------ | --------------------------------------------------------- | ------ | --------------------------------------------------------- | ------ |
| Kayak monoplace                                        | Elena Kaliská (SVK)                                       | 209.40 | Jenny Apel (GER)                                          | 212.70 | Irena Pavelková (CZE)                                     | 213.76 |
| Kayak monoplace par équipes (médailles non attribuées) | Tchéquie Irena Pavelková Marcela Sadilová Marie Řihošková | 246.58 | Slovaquie Elena Kaliská Gabriela Stacherová Jana Dukátová | 257.48 | Royaume-Uni Laura Blakeman Heather Corrie Kimberley Walsh | 261.04 |

## Tableau des médailles
| Rang  | Nation          | Or | Argent | Bronze | Total |
| ----- | --------------- | -- | ------ | ------ | ----- |
| 1     | Tchéquie        | 3  | 0      | 2      | 5     |
| 2     | Slovaquie       | 1  | 1      | 1      | 3     |
| 3     | France          | 1  | 1      | 0      | 2     |
| 3     | Suisse          | 1  | 1      | 0      | 2     |
| 5     | Allemagne       | 0  | 1      | 1      | 2     |
| 6     | Grande-Bretagne | 0  | 1      | 0      | 1     |
| 6     | Pologne         | 0  | 1      | 0      | 1     |
| 8     | Italie          | 0  | 0      | 1      | 1     |
| 7     | Slovénie        | 0  | 0      | 1      | 1     |
| Total | Total           | 6  | 6      | 6      | 18    |